# Edouard Drumont

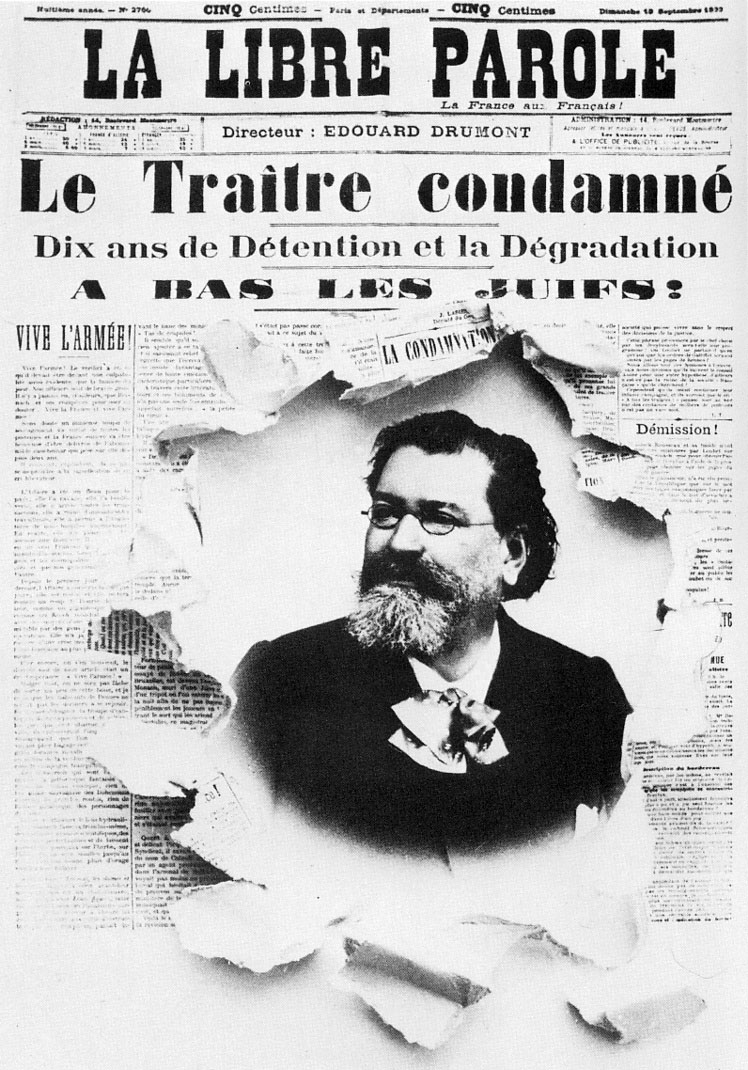
Edouard Drumont

Édouard Drumont (3 de maio de 1844 – 5 de fevereiro de 1917) foi um anti-semita francês e um precursor do fascismo. O seu livro "La France Juive" (A frança judia) atacava o papel dos Judeus na França e argumentava a favor da sua exclusão da sociedade. O seu jornal "La Libre Parole" tinha a mesma opinião. 
Drumont atraiu muitos apoiantes e foi uma das principais fontes das ideias anti-semitas em França, que mais tarde seriam abraçadas pelo Nazismo. Drumont atingiu o auge da sua fama durante o Caso Dreyfus, no qual ele foi um dos mais virulentos difamadores de Dreyfus.